# Marvin Senger
Marvin Senger (ur. 6 stycznia 2000 w Henstedt-Ulzburg) – niemiecki piłkarz, grający na pozycji środkowego obrońcy. Zawodnik Stali Mielec.